# آن-لور ویار
آن-لور ویار (فرانسوی: Anne-Laure Viard‎؛ زادهٔ ۷ ژوئن ۱۹۸۱) قایقران کانو اهل فرانسه است.